# Spitsneusbuideldas

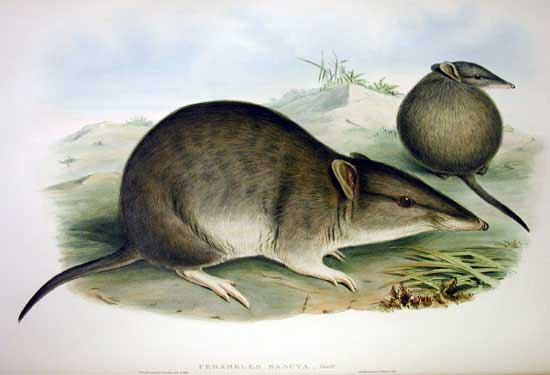
Perameles nasuta

De spitsneusbuideldas (Perameles nasuta) is een buideldas uit het geslacht der spitsneusbuideldassen (Perameles). De wetenschappelijke naam van de soort werd voor het eerst geldig gepubliceerd door Étienne Geoffroy Saint-Hilaire in 1804.

## Kenmerken
De bovenkant is bruingrijs en gaat via de bruine flanken over in de witte onderkant. De relatief lange, spaarzaam behaarde staart is van boven bruin en van onderen wit. De kop-romplengte bedraagt 310 tot 450 mm, de staartlengte 120 tot 150 mm en het gewicht 850 tot 1100 g.

## Leefwijze
Deze solitaire soort is 's nachts en in de schemering actief, leeft op de grond en eet onder andere ongewervelden, die hij uit de bodem opgraaft.

## Voortplanting
In het noorden van zijn verspreidingsgebied worden er het hele jaar door jongen geboren, maar in het zuiden niet in de winter. Er worden twee of drie jongen geboren, die na zeven weken gespeend worden en na twintig weken geslachtsrijp zijn.

## Verspreiding
Deze soort komt voor langs de oostkust van Australië van Mackay (Noordoost-Queensland) tot Naringal (Zuidwest-Victoria). Dit dier leeft in bos, grasland, tuinen en aanverwante habitats.